# 김성수 (1973년)
김성수(金聖洙, 1973년 5월 23일 ~ )은 대한민국의 배우이다.

## 출연 작품

### 드라마 출연

#### KBS
- 1995년 KBS2 《좋은 남자 좋은 여자》
- 1996년 KBS1 《신세대 보고 - 어른들은 몰라요》
- 1998년 KBS1 《왕과 비》 ... 세종의 8남 영응대군 역
- 1999년 KBS2 《지구용사 벡터맨》 ... 이글 역 (2기) (어린이 드라마)
- 2004년 KBS2 《풀하우스》 ... 유민혁 역
- 2007년 KBS2 《못된 사랑》 ... 이수환 역
- 2008년 KBS2 《내 사랑 금지옥엽》 ... 전설 / 이인호 역
- 2010년 KBS2 《추노》 ... 평민 역

#### 타사
- 1997년 MBC 《남자 셋 여자 셋》
- 2004년 MBC 《사랑한다 말해줘》 ... 박희수 역
- 2005년 MBC 《변호사들》 ... 윤석기 역
- 2006년 MBC 《누나》 ... 김건우 역
- 2010년 MBC 《볼수록 애교만점》 ... 김성수 역

- 1997년 SBS 《여자》
- 2000년 SBS 《덕이》 ... 창수 역
- 2004년 SBS 《유리화》 ... 박기태 역
- 2012년 SBS 《내 사랑 나비부인》 ... 김정욱 역
- 2018년 SBS 《키스 먼저 할까요》 ... 황인우 역

- 2012년 MBN 《수상한 가족》 ... 천이백 역
- 2013년 웹드라마 《방과 후 복불복》
- 2014년 JTBC 《우리가 사랑할 수 있을까》 ... 안도영 역
- 2021년 tvN 《더 로드: 1의 비극》 ... 심석훈 역

### 영화 출연
- 2003년 《맛있는 섹스, 그리고 사랑》 - 동기 역
- 2004년 《티타임》(단편) - 주연
- 2005년 《분홍신》 - 인철 역
- 2006년 《모노폴리》 - 미국 1.5세대 사업가 존 역
- 2008년 《뜨거운 것이 좋아》 - 오승원 역
- 2012년 《알투비:리턴투베이스》 - 21전투비행단 이글 편대장 박대서 대위 역
- 2015년 《검은손》 - 정우 역
- 2015년 《덫: 치명적인 유혹》
- 2021년 《게임의 법칙: 인간사냥》 - 정환 역
- 2021년 《인싸》 - 익성 역
- 2021년 《이번엔 잘 되겠지》

### 예능 출연
- 2009년 KBS2《천하무적 토요일》- 《천하무적 야구단》
- 2009년 XTM《옴므》
- 2010년 XTM《럭키스트라이크 300》
- 2010년 XTM《옴므 2》
- 2010년 KBS2《김승우의 승승장구》
- 2012년 KBS2《해피투게더 3》
- 2013년 Olive《마스터셰프 코리아 셀러브리티》
- 2013년 SBS《정글의 법칙 in 캐리비언》
- 2014년 SBS《도시의 법칙 in 뉴욕》
- 2018년 SBS 《정글의 법칙 in 라스트 인도양》
- 2021년 TV조선《골프왕》

### 교양 프로 출연
- 2012년 Olive 《끊이지 않는 이야기 제면명가》
- 2013년 Olive 《손 끝으로 빚는 이야기 만두명가》

### CF 출연
- 2000년 한국야쿠르트 윌
- 2001년 파리크라상 파리바게뜨
- 2003년 SK텔레콤 스피드011
- 2004년 삼성물산 래미안
- 2007년 보해양조 매취순
- 2009년 CJ오쇼핑
- 2010년 오뚜기 진라면 (같은 천하무적 야구단 멤버였던 탁재훈, 이하늘, 오지호 외 등등과 함께)
- 2010년 HK이노엔 헛게 컨디션파워 (오지호와 함께)
- 2011년 HK이노엔 컨디션 헛개수
- 2012년 HK이노엔 헛개 컨디션 (싸이와 함께)

## 수상 및 후보
| 연도 | 시상식                     | 부문                            | 작품              | 결과 |
| ---- | -------------------------- | ------------------------------- | ----------------- | ---- |
| 2004 | SBS 연기대상               | 뉴스타상                        | 유리화            | 수상 |
| 2004 | KBS 연기대상               | 남자 신인연기상                 | 풀하우스          | 후보 |
| 2007 | 제2회 한국모델상           | 패션부문 모델스타상             | 빈칸              | 수상 |
| 2008 | 제1회 대한민국주얼리어워드 | 루비상                          | 빈칸              | 수상 |
| 2008 | KBS 연기대상               | 장편드라마부문 남자 우수연기상  | 내사랑 금지옥엽   | 후보 |
| 2009 | 제2회 스타일 아이콘 어워즈 | 남성패셔니스타부문              | 빈칸              | 수상 |
| 2010 | KBS 연예대상               | 남자 최고 엔터테이너상          | 김승우의 승승장구 | 후보 |
| 2010 | MBC 방송연예대상           | 코미디·시트콤부문 남자 최우수상 | 볼수록 애교만점   | 수상 |
| 2013 | SBS 연예대상               | 인기상                          | 정글의 법칙       | 수상 |
| 2018 | SBS 연기대상               | 월화드라마부문 남자 우수연기상  | 키스 먼저 할까요  | 후보 |